# Barentu
Barentu   este un oraș  în  partea centrală a Eritreei,  centru administrativ al regiunii  Gash Barka. Conform unei estimări din 2002 avea o populație de 16.200 locuitori.